# Зек
Зек (њем. Seck) општина је у њемачкој савезној држави Рајна-Палатинат. Једно је од 192 општинска средишта округа Вестервалд. Према процјени из 2010. у општини је живјело 1.260 становника. Посједује регионалну шифру (AGS) 7143292.

## Географски и демографски подаци
Зек се налази у савезној држави Рајна-Палатинат у округу Вестервалд. Општина се налази на надморској висини од 415 метара. Површина општине износи 8,6 km². У самом мјесту је, према процјени из 2010. године, живјело 1.260 становника. Просјечна густина становништва износи 146 становника/km².